# Dropkick
Pour les articles homonymes, voir Dropkick Murphys.
Un dropkick, en français saut chassé ou encore « coup de pied, pieds joints » est une attaque au catch. L'attaque consiste à sauter et à frapper son adversaire avec ses deux jambes et de retomber sur le ventre après une rotation. La poitrine et le visage sont le plus souvent visés. Pour exécuter un dropkick, il faut que la personne ait de l'agilité.  
La forme la plus basique de dropkick est lorsqu'un attaquant et son adversaire sont côte à côte et que l'attaquant saute puis exécute un dropkick, c'est le standing dropkick, mais le dropkick peut aussi être utilisé sur un adversaire qui court ou alors c'est attaquant qui charge vers l'adversaire pour donner l'attaque. Si le saut chassé est porté dans les jambes, cela s'appelle un Low dropkick.
Depuis la création du saut chassé, beaucoup de catcheurs dans le monde l'utilisent, la plupart pesant moins de 110 kg (245 livres), cependant, on peut aussi voir quelques catcheurs dépassant les 130 kg (290 livres) l'exécuter.
Le dropkick est aussi un moyen de contre-attaque sur certains techniques aériennes. 

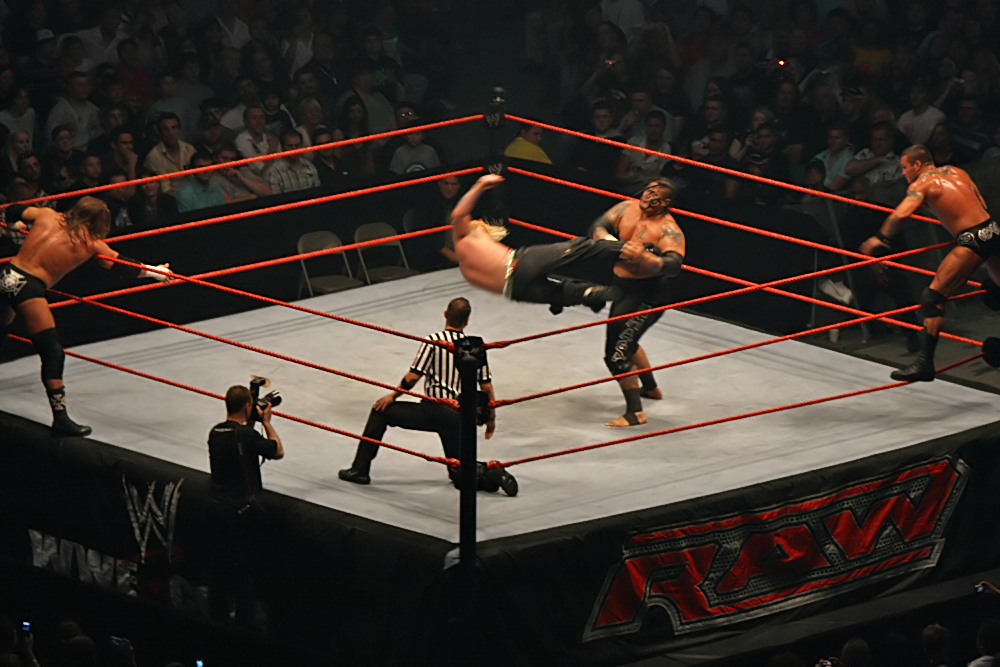
Jeff Hardy exécutant un dropkick sur Umaga.

## Variantes

### Baseball slide
Comme un joueur de baseball glissant vers la base, l'attaquant court vers son adversaire et glisse en donnant un coup de pied avec ses deux pieds joints. Souvent employé par un attaquant sur le ring fonçant vers l'adversaire qui est en dehors du ring.

### Corner-to-corner-dropkick
Dans cette variante, l'attaquant fait asseoir son adversaire dans un des coins du ring avant de monter sur la 2e ou 3e corde à l'extrémité opposée. De là, l'attaquant saute la longueur ou la largeur du ring (ceci s'appelle souvent le coat-to-coast) et exécute un front dropkick sur l'adversaire.
CIMA a inventé une variation où le lutteur pose d'abord l'adversaire le long de la corde inférieure du ring, va au côté opposé, derrière les cordes avant de faire un springboard par-dessus la corde supérieure du ring, d'exécuter un balancement en avant et de porter un front dropkick à l'adversaire. Souvent celui-ci aura une arme, ou un objet extérieur, placé devant la tête, habituellement coincé entre la corde inférieure et moyenne de l'anneau.
Rob Van Dam a popularisé le mouvement aux États-Unis sous le nom de Van Terminator en utilisant une chaise au-dessus du visage de l'adversaire. Shane McMahon est aussi un des utilisateurs les plus connus.

### Dropsault
En outre connu sous le nom de standing moonsault front dropkick est une attaque où le lutteur saute vers le haut et donne un coup de pied à l'adversaire avec les deux pieds puis exécute un backflip, atterrissant sur la poitrine. Le mouvement a été popularisé par Paul London. Parfois ce mouvement peut voir le lutteur atterrir la poitrine la première sur un autre adversaire.

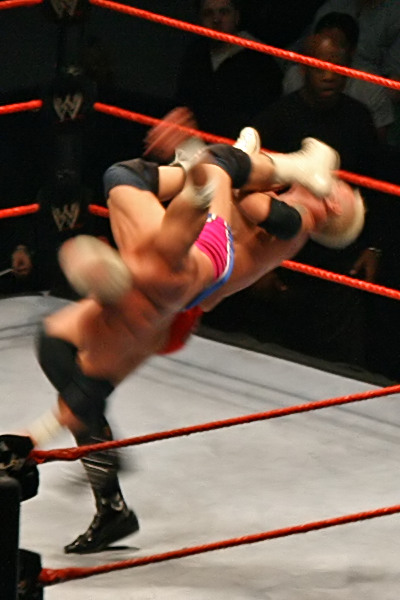
Bob Holly effectuant un Standing dropkick sur Mr. Kennedy.

### Flying dropkick
Un Flying dropkick ou front dropkick consiste à sauter les pieds en avant sur l'adversaire comme font Evan Bourne et Gail Kim.

### Missile dropkick
Le missile dropkick est une attaque de catch où l'attaquant claque la tête de l'adversaire avec une ou les jambe en sautant. C'est une attaque utilisée par Edge, Rey Mysterio, Chris Jericho, John Morrison, Jeff Hardy, Matt Hardy,  Christian, Daniel Bryan, Neville,  etc

### Rope Aided corner dropkick
L'adversaire se repose contre un poteau du ring, souvent assis, puis l'attaquant donne un dropkick sur l'adversaire. Habituellement, l'attaquant sert des cordes en les saisissant pour exécuter ce mouvement. Jeff Hardy et Matt Hardy sont les utilisateurs les plus connus.

### Single leg running dropkick
Appelé aussi Jumping Calf kick, cette variante est tout simplement un Dropkick avec un seul pied. Il existe aussi une variante, le Single leg running front dropkick, qui peut être comparé à un Jumping big boot. C'est la prise de finition de Roderick Strong qu'il nomme Sick Kick
Alex Riley l'utilise aussi mais le fait lorsque son adversaire est sur le ring et qu'il va sortir, tandis que lui est à l'extérieur du ring, il court vers le ring, saute et porte le Single leg running dropkick.

### Springboard dropkick
Mouvement dans lequel un catcheur monte sur les cordes et saute pour venir donner un dropkick sur le crâne de l'adversaire avec le pied. L'attaquant est dans le ring mais l'adversaire est soit sur le tablier du ring ou à l'intérieur du ring contre l'un des poteaux du ring. Chris Jericho et John Morrison la popularisent, ainsi que plusieurs catcheurs de la division Junior de la New Japan Pro Wrestling, comme Kota Ibushi, Prince Devitt, Ryusuke Taguchi, etc.

### Standing dropkick
Comme un dropkick, sauf que l'attaquant ne fait pas de rotation et retombe ainsi sur ses épaules et/ou le haut de son dos. Elle est utilisée par beaucoup de poids moyens comme Christian,Ted Dibiase, Cody Rhodes ou encore R-Truth mais aussi par les poids légers comme Sin Cara ou Rey Mysterio il y a cependant aussi des legers poids lourds comme Randy Orton